# Dakota Harris
Pour plus de détails, voir Fiche technique et Distribution.
Dakota Harris (Sky Pirates) est un film américano-australien réalisé par Colin Eggleston, sorti en 1986.

## Synopsis
Le lieutenant Harris, pilote chevronné sur Douglas C-47 Dakota pendant la Seconde Guerre mondiale, est requis pour un transport particulièrement important, avec à bord un scientifique original, Mitchell, et une caisse mystérieuse, dont l'ouverture par un curieux provoque la perte de l'avion, disparu aux yeux de tous... quand les rescapés sont récupérés, Harris passe en cour martiale et est condamné pour comportement incohérent, sur le témoignage de son copilote, Savage. Heureusement, il parvient à s'évader et rejoint la jolie Melanie Mitchell, fille du savant disparu, avec laquelle il parviendra peut-être à rétablir la vérité et à sauver l'humanité de forces mystérieuses...

## Fiche technique
- Titre original : Sky Pirates
- Titre français : Dakota Harris
- Pays de production :  États-Unis /  Australie
- Année : 1986
- Réalisation : Colin Eggleston
- Scénario : Peter Herbert, John D. Lamond, et Rob Mowbray
- Producteurs : Michael Hirsh et John D. Lamond
- Production : John Lamond Motion Picture Enterprises
- Distribution :  Metropolitan Filmexport,  Roadshow Entertainment,  International Film Marketing.
- Directeur de production : Milanka Comfort (superviseur de production)
- Musique : Brian May
- Photographie : Garry Wapshott
- Montage : Michael Hirsh et John D. Lamond
- Décors : Kristian Fredrikson
- Costumes : Kristian Fredrikson
- Langue : anglais
- Format : Couleur – 2,35:1 – 35 mm – Dolby Surround
- Genre : Aventure, science-fiction
- Durée : 89 minutes
- Date de sortie :
  - France : 2 juillet 1986

## Distribution
- John Hargreaves (en) : Lt.Harris
- Meredith Phillips : Melanie Mitchell
- Max Phipps (en) : Savage
- Bill Hunter : O'Reilly
- Simon Chilvers : Rev. Mitchell
- Alex Scott (en) : Gen. Hackett
- David Parker : Hayes
- Adrian Wright (en) : Valentine

## Lieux du tournages
- Australie : Melbourne, Victoria
- Polynésie française : Bora-Bora, Tahiti
- Chili : Île de Pâques